# Costa del Azahar
De Costa del Azahar (Spaans voor: "Oranjebloesemkust") is de naam van de kust van de provincies Castellón en Valencia in het oosten van Spanje. Ook hoort een deel van de provincie Alicante erbij. Bekende steden aan de Costa del Azahar zijn Peñíscola, Benicàssim, Castellón de la Plana, Sagunt, Valencia, Cullera, Gandia, Dénia en Xàbia. 
De zee aan de kust wordt ook wel Golf van Valencia genoemd.
Volgens de overlevering kwamen de eerste sinaasappels met de karavanen van Alexander de Grote (356-323 v.Chr.) naar het oostelijk deel van het Middellandse Zeegebied. Voor de Moren speelde de sinaasappelboom een belangrijke rol: deze boom met de prachtige bloesem was, naast kleurige mozaïeken en klaterende fonteinen, een van de drie essentiële elementen voor de vormgeving van tuinen. Maar oranjebloesems hebben niet alleen een decoratieve functie, ze staan ook bekend om hun geneeskrachtige werking, die al door de Romeinse geleerde Plinius werd geroemd in zijn Naturalis Historia. Tegenwoordig zijn in de aromatherapie de rustgevende en opwekkende eigenschappen van oranjebloesem herontdekt.